# Dark Blue (serie televisiva)
Dark Blue è una serie televisiva statunitense creata da Danny Cannon e trasmessa dal 15 luglio 2009 al 15 settembre 2010 sulla TNT.
In Italia viene trasmessa sul canale AXN a partire dal 21 settembre 2010, e in chiaro dal 9 marzo 2012 su Rai 2. È stata cancellata dopo il termine della seconda stagione, il 16 novembre 2010 dopo 20 episodi trasmessi.

## Trama
Il tenente Carter Shaw ha dedicato la sua vita ad arrestare i peggiori criminali di Los Angeles, fino a quando il suo lavoro gli costò la fine del rapporto coniugale con la propria moglie. Ora dirige una squadra della polizia che si occupa di operazioni sotto copertura; del team fanno parte: Ty Curtis, che si è appena sposato e fa fatica a dividersi tra il lavoro e la sua nuova vita, Dean Bendis, un agente che ha passato più tempo sotto copertura che sotto la luce del sole, e Jaimie Allen, una poliziotta con un passato da criminale.

## Personaggi e interpreti
- Lt. Carter Shaw (stagioni 1-2), interpretato da Dylan McDermott, doppiato da Francesco Prando.
- Ty Curtis (stagioni 1-2), interpretato da Omari Hardwick, doppiato da Fabio Boccanera.
- Dean Bendis (stagioni 1-2), interpretato da Logan Marshall-Green, doppiato da Fabrizio Vidale.
- Jaimie Allen (stagioni 1-2), interpretata da Nicki Aycox, doppiata da Domitilla D'Amico.
- Alex Rice (stagione 2), interpretata da Tricia Helfer.

## Episodi
| Stagione         | Episodi | Prima TV originale | Prima TV Italia |
| ---------------- | ------- | ------------------ | --------------- |
| Prima stagione   | 10      | 2009               | 2010            |
| Seconda stagione | 10      | 2010               | 2011            |